# 赤城麻衣子
赤城 麻衣子（あかぎ まいこ、1984年2月9日 -）は、レースクイーン・イベントコンパニオン。ニックネームはまいまい。

## プロフィール
- 埼玉県出身。
- 身長163cm、スリーサイズB84cm/W57cm/H84cm、靴のサイズ24cm。
- 血液型A型。
- 趣味は料理、ショッピング。
- 特技は辛いものを食べる、どこでも寝る。
- 得意なスポーツはバドミントン。
- 好きな食べ物は辛いもの。
- 好きな有名人は川原亜矢子・安室奈美恵。
- ペットはキャバリアキングチャールズスパニエルのジェイジェイ。

## 経歴
- 2003年 東京モーターショー ジャガーコンパニオン
- 2004年 全日本GT選手権 WORK レースクイーン
- 2004年 東京オートサロン TOP SECRETコンパニオン
- 2004年 全日本GT選手権 アークテックプリエール・エンジェル
- 2004年 東京でちゃう!ガールズ
- 2004年 ビジネスシヨウTOKYO NTTドコモコンパニオン
- 2004年 フォトエキスポ ニコンコンパニオン
- 2004年 Nikon Digital Live 2004 in 丸ビル コンパニオン
- 2004年 東京モーターショー 日野自動車コンパニオン
- 2005年 東京オートサロン Veilsideコンパニオン

## DVD
- GTレースクイーン図鑑 （2005年3月、竹書房）